# 232º Reggimento trasmissioni
Il 232º Reggimento trasmissioni è un reparto dell'Esercito Italiano appartenente all'Arma delle trasmissioni; costituito come battaglione nel 1939 e sciolto dopo la seconda guerra mondiale, fu ricostruito nel 1958 ed elevato a rango di reggimento nel 2004, anno in cui la sua sede fu spostata ad Avellino.

## Storia

### Le origini
Il Reggimento trae le sue origini dal 232º Battaglione Trasmissioni "Fadalto" il quale, a sua volta, trae le proprie origini dalla 132ª Compagnia Mista del Genio, costituita nel febbraio 1939 dalla mobilitazione del deposito del 4º Reggimento Genio di Verona ed assegnata alla 132ª Divisione corazzata "Ariete".
L'11 agosto 1941 la compagnia fu integrata nel XXXII Battaglione Misto Genio, composto da Comando, 132ª Compagnia Artieri e 232ª Compagnia Collegamenti; con tale unità partecipò alle operazioni in Africa Settentrionale, finendo poi sciolta dopo la distruzione della divisione "Ariete" nella seconda battaglia di El Alamein nel dicembre 1942.
Nel 1943 venne costituita la 135ª Divisione corazzata "Ariete II" nella quale fu inserito il CXXXIV Battaglione Misto Genio, formato da comando, 134ª compagnia artieri e 234ª compagnia collegamenti, reparto che già nel 1942 aveva fatto parte della 2ª Divisione Celere "Emanuele Filiberto Testa di Ferro". Il Battaglione venne poi sciolto nel settembre 1943 a seguito degli eventi determinati dall'Armistizio di Cassibile.

### Tempi recenti
Nel 1949 un plotone collegamenti venne assegnato alla ricostituita 132ª Brigata corazzata "Ariete" il quale, con la trasformazione della brigata in divisione nel 1952, fu dapprima ampliato in compagnia e quindi, dal 1º ottobre 1958, diviene il Battaglione Trasmissioni "Ariete" strutturato su comando, plotone comando, 1ª e 2ª Compagnia; il battaglione fu acquartierato a Casarsa della Delizia fino al 1991. Con l'assunzione della struttura organica Standard NATO da parte della Divisione "Ariete", nel 1963 furono costituite presso il battaglione le compagnie autonome per la I, II e II Brigata; tale articolazione fu poi abbandonata nell'ottobre del 1968, e le compagnie rientrano nell'organico del battaglione.
Il 1º novembre 1975, con la ristrutturazione dell'Esercito, l'unità prese il nome di 232º Battaglione Trasmissioni "Fadalto", rimanendo formata su comando, plotone comando e servizi, plotone "RR", 1ª e 2ª Compagnia; le altre compagnie furono inserite nei Reparti Comando e Trasmissioni delle Brigate "Manin", "Mameli" e "Garibaldi". Con decreto del 12 novembre 1976 al battaglione fu assegnata la Bandiera di Guerra.
Passato dal 1º agosto 1986 alle dipendenze del Comando Trasmissioni del 5º Corpo d'Armata, il 232º dal 1º giugno 1989 cambiò l'organico su comando, compagnia comando e servizi (comprendente il plotone "RR"), 1ª e 2ª Compagnia Centri Trasmissioni tipo "B", 3ª Compagnia Ponti Radio. Nell'ambito dei provvedimenti connessi con il riordino dell'Esercito italiano, il Battaglione venne sciolto il 30 aprile 1991 e la bandiera consegnata al Sacrario del Vittoriano il 13 maggio successivo.
Il 29 settembre 2004 venne costituito ad Avellino il 232º Reggimento Trasmissioni, strutturato su Comando, Compagnia Comando e servizi e Battaglione Trasmissioni "Legnano"; alla nuova unità furono affidate la Bandiera del 232º Battaglione "Fadalto" e le tradizioni sia di questo battaglione, sia del Battaglione Trasmissioni "Legnano". Il 1º ottobre 2015 viene ricostituito in Avellino il battaglione trasmissioni "Fadalto", su tre compagnie, inquadrato nel 232º reggimento trasmissioni di proiezione che viene così ad assumere la stessa fisionomia organica degli altri battaglioni trasmissioni dell'Esercito italiano.

## Soccorso alla popolazione
- Febbraio 2012: aliquote di personale e mezzi del 232º Rgt. Trasmissioni sono mobilitate per l'emergenza maltempo nella località di Avellino.[2]

## Insegne e Simboli
- Il Reggimento indossa il fregio dell'Arma delle Trasmissioni: per indicare la sua derivazione dell'Arma del Genio, il fregio si compone di due asce incrociate sormontate da scariche elettriche e da un'antenna radio circolare a sei braccia, il tutto posto sotto una bomba fiammeggiante.
- Le mostrine del Reggimento sono le fiamme a due punte azzurro elettrico con bordo amaranto; alla base della mostrina si trova la stella argentata a 5 punte bordata di nero, simbolo delle forze armate italiane.

## Onorificenze
La Bandiera di guerra del 232º Reggimento trasmissioni è decorata di: